# Mario Boyé
Mario Emilio Heriberto Boyé (* 30. Juli 1922 in Buenos Aires; † 21. Juli 1992 ebenda) war ein argentinischer Fußballspieler. Der langjährige Akteur der Boca Juniors und des Racing Club war auch eine Saison lang in der italienischen Serie A beim CFC Genua aktiv.

## Karriere

### Spielerkarriere
Mario Boyé, geboren am 30. Juli 1922 in der argentinischen Hauptstadt Buenos Aires, begann seine fußballerische Laufbahn bei den Boca Juniors. Für den Verein aus dem Armenviertel La Boca besuchte Boyé zunächst von 1936 bis 1941 die Jugendabteilung, ehe ihm in letztgenanntem Jahr die Aufnahme in die erste Mannschaft des Klubs gelang. In eben jener fand man den jungen Angreifer in der Folge bis 1949 neun Jahre lang. Während dieser Zeit brachte es Mario Boyé im Trikot der Boca Juniors auf insgesamt 190 Ligaspiele, in denen ihm überragende 108 Treffer gelangen. In der Hochzeit von Stadtrivale River Plate gelang Mario Boyé mit den Boca Juniors zweimal der Gewinn der argentinischen Meisterschaft. In der Primera División 1943 wurde man Erster mit einem Vorsprung von einem Zähler auf Titelverteidiger River Plate. Ein Jahr später vermochte es die Mannschaft um Spieler wie Natalio Pescia, Jaime Sarlanga oder den legendären Uruguayer Severino Varela, diesen Titelgewinn zu verteidigen. In der Primera División ließ man abermals River Plate hinter sich, diesmal trennten Boca zwei Punkte vom Zweiten von River. Zwei Jahre später, in der Saison 1946 kam zu den zwei Meistertiteln mit den Boca Juniors noch ein individueller Titel für Mario Boyé hinzu. Mit 24 Saisontoren sicherte er sich den Titel des besten Torschützen der Saison in Argentinien.
1949 verließ Mario Boyé die Boca Juniors und auch seine argentinische Heimat und wechselte in die italienische Serie A zum Traditionsverein CFC Genua. In der Serie A 1949/50 verhalf Boyé mit achtzehn Einsätzen und zwölf Torerfolgen seinem Verein zum Erreichen von Platz zwölf. Danach endete das Engagement des argentinischen Stürmers in Italien nach nur einem Jahr, er kehrte in seine Heimat zurück. Nachdem bereits ein Vertrag mit CD Los Millonarios in Kolumbiens Hauptstadt Bogotá unterschrieben war, schloss sich Boyé dann doch dem amtierenden argentinischen Meister Racing Club an. Von 1950 bis 1953 stürmte Boyé dann also für den Racing Club und machte in dieser Zeit insgesamt 84 Ligaspiele, in denen ihm 33 Treffer gelangen. Nachdem der Verein unter Trainer Guillermo Stábile bereits im Jahr vor Boyés Ankunft Meister geworden war, wiederholte man diesen Titelgewinn in den beiden darauffolgenden Jahren noch zwei weitere Male, bei denen diesmal auch Mario Boyé seinen Anteil hatte. Die Saison 1950 beendete man als Erster mit acht Punkten vor CA Independiente, während man ein Jahr später die gleiche Platzierung belegte, diesmal allerdings erst nach gewonnenem Meisterschaftsendspiel gegen CA Banfield. Das entscheidende Tor zur Meisterschaft, das 1:0 im Rückspiel gegen Banfield (Hinspiel: 0:0) erzielte dabei Mario Boyé eine Minute nach Wiederanpfiff. 
Mario Boyé blieb bis 1953 beim Racing Club, ehe er für eine Saison zu CA Huracán wechselte. Nach zwanzig Ligapartien mit sieben Toren kehrte Boyé zur Saison 1955 dahin zurück, wo seine Laufbahn zwei Jahrzehnte zuvor begonnen hatte, in das Bombonera-Stadion der Boca Juniors. Hier spielte Boyé noch ein Jahr, machte achtzehn Ligaspiele mit fünf Toren, und beendete seine fußballerische Laufbahn schließlich 1955 im Alter von 33 Jahren im Trikot seines Heimatvereins. 
Nach dem Ende seiner aktiven Karriere als Fußballspieler eröffnete Mario Boyé zusammen mit René Pontoni, seines Zeichens langjähriger erfolgreicher Angreifer von CA San Lorenzo de Almagro und in dieser Funktion oftmals Konkurrent Boyés, die Pizzeria La Guitarrita in Buenos Aires. Nach dem frühen Tod Pontonis 1983 führte Boyé das Geschäft neun Jahre allein weiter, ehe er am 21. Juli 1992 gut eine Woche vor seinem siebzigsten Geburtstag selbst starb. Noch heute führt der Enkelsohn Pontonis die Pizzeria in Buenos Aires.

### Nationalmannschaft
Zwischen 1945 und 1951 brachte es Mario Boyé auf insgesamt siebzehn Länderspiele in der argentinischen Fußballnationalmannschaft, in denen er sieben Mal das gegnerische Tor traf. Mit dem Nationalteam feierte der Angreifer drei Triumphe in der Copa América, die damals noch unter dem Namen Campeonato Sudamericano lief. In der Austragung 1945 in Chile siegte die argentinische Mannschaft als Erster einer Gruppenphase einen Punkt vor Brasilien. Ein Jahr später im eigenen Land wurde man abermals vor Brasilien Erster einer Gruppenphase. Und ein weiteres Jahr später schaffte die argentinische Nationalmannschaft mit Mario Boyé schließlich den Hattrick in der Copa América. In Ecuador belegte man erneut den ersten Platz mit einem Vorsprung von zwei Zählern vor Paraguay.

## Erfolge
- Argentinische Meisterschaft: 4×

1943 und 1944 mit den Boca Juniors
1950 und 1951 mit dem Racing Club
- Copa América: 3×

1945, 1946 und 1947 mit der argentinischen Nationalmannschaft